# Gran Premio d'Italia 1966
Il Gran Premio d'Italia 1966 fu una gara di Formula 1, disputatasi il 4 settembre 1966 sull'Autodromo nazionale di Monza. Fu la settima prova del mondiale 1966 e vide la vittoria di Ludovico Scarfiotti su Ferrari, seguito da Mike Parkes e da Denny Hulme. Fu l'unico gran premio della stagione dove la Scuderia Ferrari ottenne una doppietta, la quale mancava da cinque anni; l'ultima, infatti, fu quella ottenuta da Wolfgang von Trips e Phil Hill al Gran Premio di Gran Bretagna 1961, anche se in questa occasione si trattò più di una tripletta considerato il terzo posto di Richie Ginther. Inoltre, la Ferrari ritorna dopo due anni alla vittoria a Monza, dopo il successo di John Surtees nel 1964. Si tratta dell'ultimo Gran Premio di Italia vinto da un pilota italiano per una scuderia italiana.

## Vigilia
È un gran premio importante per le novità tecniche. Esordisce la BRM P83 con motore 16 cilindri. Motore utilizzato anche da Jim Clark sulla Lotus. Il motore pesante e fragile costringe al ritiro le tre vetture che lo montano.
A quasi un anno dal successo nell'ultimo Gran premio del 1965 rientra anche la Honda con la nuova RA273, affidata a Richie Ginther. La Eagle si presenta con una nuova vettura per il suo pilota/costruttore, Dan Gurney. Monta un nuovo motore 12 cilindri realizzato in Inghilterra dalla Weslake.

## Qualifiche
| Pos | N. | Pilota              | Costruttore              | Scuderia                    | Tempo  | Distacco |
| --- | -- | ------------------- | ------------------------ | --------------------------- | ------ | -------- |
| 1   | 4  | Mike Parkes         | Ferrari 312              | Scuderia Ferrari SpA SEFAC  | 1:31.3 | -        |
| 2   | 6  | Ludovico Scarfiotti | Ferrari 312              | Scuderia Ferrari SpA SEFAC  | 1:31.6 | +0.3     |
| 3   | 22 | Jim Clark           | Lotus 43 -BRM H16        | Team Lotus                  | 1:31.8 | +0.5     |
| 4   | 14 | John Surtees        | Cooper T81 -Maserati     | Cooper Car Company          | 1:31.9 | +0.6     |
| 5   | 2  | Lorenzo Bandini     | Ferrari 312              | Scuderia Ferrari SpA SEFAC  | 1:32.0 | +0.7     |
| 6   | 10 | Jack Brabham        | Brabham BT19-Repco       | Brabham Racing Organisation | 1:32.2 | +0.9     |
| 7   | 18 | Richie Ginther      | Honda RA273              | Honda R&D Company           | 1:32.4 | +1.1     |
| 8   | 16 | Jochen Rindt        | Cooper T81-Maserati      | Cooper Car Company          | 1:32.7 | +1.4     |
| 9   | 28 | Jackie Stewart      | BRM P83                  | Owen Racing Organisation    | 1:32.8 | +1.5     |
| 10  | 12 | Denny Hulme         | Brabham BT20-Repco       | Brabham Racing Organisation | 1:32.8 | +1.5     |
| 11  | 26 | Graham Hill         | BRM P83                  | Owen Racing Organisation    | 1:33.4 | +2.1     |
| 12  | 38 | Jo Bonnier          | Cooper T81-Maserati      | Joakim Bonnier Racing Team  | 1:33.7 | +2.4     |
| 13  | 24 | Peter Arundell      | Lotus 33 -BRM 2L         | Team Lotus                  | 1:34.1 | +2.8     |
| 14  | 42 | Mike Spence         | Lotus 25/33-BRM 2L       | Reg Parnell Racing          | 1:35.0 | +3.7     |
| 15  | 40 | Bob Anderson        | Brabham BT11-Climax 2,7L | DW Racing Entreprises       | 1:35.3 | +4.0     |
| 16  | 44 | Giancarlo Baghetti  | Ferrari 246              | Reg Parnell Racing          | 1:35.5 | +4.2     |
| 17  | 36 | Jo Siffert          | Cooper T81-Maserati      | RRC Walker Racing Team      | 1:36.3 | +5.0     |
| 18  | 48 | Bob Bondurant       | BRM P261 V8              | Team Chamaco-Collect        | 1:36.9 | +5.6     |
| 19  | 30 | Dan Gurney          | Eagle T1G-Weslake        | Anglo American Racers       | 1:39.1 | +7.8     |
| 20  | 20 | Geki                | Lotus 33-Climax 2L       | Team Lotus                  | 1:39.3 | +8.0     |
| DNQ | 34 | Phil Hill           | Eagle T1F-Climax 2,7L    | Anglo American Racers       | 1:40.0 | +8.7     |
| DNQ | 32 | Chris Amon          | Brabham BT11-BRM 2L      | Privato                     | 1:40.3 | +9.0     |

## Gara
| Pos | N. | Pilota              | Costruttore/Motore       | Giri | Tempo/Ritiro     | Griglia | Punti |
| --- | -- | ------------------- | ------------------------ | ---- | ---------------- | ------- | ----- |
| 1   | 6  | Ludovico Scarfiotti | Ferrari 312              | 68   | 1:47:14.8        | 2       | 9     |
| 2   | 4  | Mike Parkes         | Ferrari 312              | 68   | + 5.8            | 1       | 6     |
| 3   | 12 | Denny Hulme         | Brabham BT20-Repco       | 68   | + 6.1            | 10      | 4     |
| 4   | 16 | Jochen Rindt        | Cooper T81-Maserati      | 67   | + 1 Giro         | 8       | 3     |
| 5   | 42 | Mike Spence         | Lotus 25/33-BRM 2L       | 67   | + 1 Giro         | 14      | 2     |
| 6   | 40 | Bob Anderson        | Brabham BT11-Climax 2,7L | 66   | + 2 Giri         | 15      | 1     |
| 7   | 48 | Bob Bondurant       | BRM P261 V8              | 65   | + 3 Giri         | 18      |       |
| 8   | 24 | Peter Arundell      | Lotus 33 -BRM 2L         | 63   | Motore           | 13      |       |
| 9   | 20 | Geki                | Lotus 33-Climax 2L       | 63   | + 5 Giri         | 20      |       |
| NC  | 44 | Giancarlo Baghetti  | Ferrari 246              | 59   | Non classificato | 16      |       |
| Ret | 22 | Jim Clark           | Lotus 43 -BRM H16        | 58   | Cambio           | 3       |       |
| Ret | 36 | Jo Siffert          | Cooper T81-Maserati      | 46   | Motore           | 17      |       |
| Ret | 2  | Lorenzo Bandini     | Ferrari 312              | 33   | Iniezione        | 5       |       |
| Ret | 14 | John Surtees        | Cooper T81 -Maserati     | 31   | Perdita benzina  | 4       |       |
| Ret | 18 | Richie Ginther      | Honda RA273              | 16   | Incidente        | 7       |       |
| Ret | 10 | Jack Brabham        | Brabham BT19-Repco       | 7    | Perdita olio     | 6       |       |
| Ret | 30 | Dan Gurney          | Eagle T1G-Weslake        | 7    | Motore           | 19      |       |
| Ret | 28 | Jackie Stewart      | BRM P83                  | 5    | Perdita benzina  | 9       |       |
| Ret | 38 | Jo Bonnier          | Cooper T81-Maserati      | 3    | Acceleratore     | 12      |       |
| Ret | 26 | Graham Hill         | BRM P83                  | 0    | Motore           | 11      |       |

## Statistiche

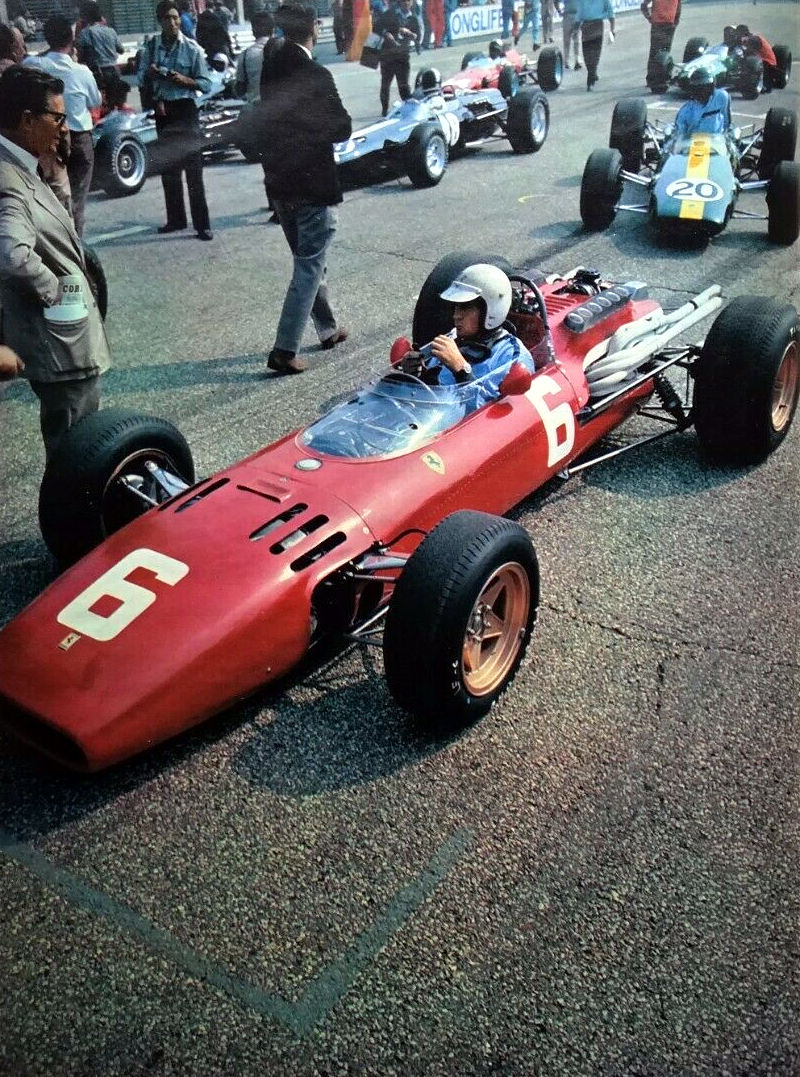
L'italiano Ludovico Scarfiotti, vincitore dell'edizione nonché autore del giro più veloce, nell'abitacolo della sua Ferrari 312 F1 prima del via.

### Piloti
- 3º e ultimo Titolo Mondiale per Jack Brabham
- 1° e unica vittoria per Ludovico Scarfiotti
- 1° e unica pole position per Mike Parkes
- 1° e unico podio per Ludovico Scarfiotti
- 2º e ultimo podio per Mike Parkes
- 1° e unico giro più veloce per Ludovico Scarfiotti
- 50º Gran Premio per Richie Ginther
- Ultimo Gran Premio per Geki e Phil Hill

### Costruttori
- 41° vittoria per la Ferrari

### Motori
- 41ª vittoria per il motore Ferrari (nuovo record)
- 1º Gran Premio per il motore Weslake

### Giri al comando
- Lorenzo Bandini (1)
- Mike Parkes (2, 8-12, 27)
- John Surtees (3)
- Jack Brabham (4-7)
- Ludovico Scarfiotti (13-26, 28-68)

## Altre statistiche
Fu l'unico gran premio della stagione dove la Scuderia Ferrari ottenne una doppietta, la quale mancava da cinque anni; l'ultima, infatti, fu quella ottenuta da Wolfgang von Trips e Phil Hill al Gran Premio di Gran Bretagna 1961, anche se in questa occasione si trattò più di una tripletta considerato il terzo posto di Richie Ginther. Inoltre, la Ferrari ritorna dopo due anni alla vittoria a Monza, dopo il successo di John Surtees nel 1964. Si tratta dell'ultimo Gran Premio d'Italia vinto da un pilota italiano per una scuderia italiana.

## Classifiche Mondiali

### Piloti
| Pos | Pilota              | Punti |
| --- | ------------------- | ----- |
| 1   | Jack Brabham        | 39    |
| 2   | Jochen Rindt        | 18    |
| 3   | Graham Hill         | 17    |
| 4   | John Surtees        | 15    |
| 5   | Jackie Stewart      | 14    |
|     | Denny Hulme         | 14    |
| 7   | Lorenzo Bandini     | 12    |
|     | Mike Parkes         | 12    |
| 9   | Ludovico Scarfiotti | 9     |
| 10  | Jim Clark           | 7     |
| 11  | Mike Spence         | 4     |
| 12  | Bob Bondurant       | 3     |
| 13  | Richie Ginther      | 2     |
|     | Dan Gurney          | 2     |
| 15  | John Taylor         | 1     |
|     | Bob Anderson        | 1     |
|     | Bruce McLaren       | 1     |

### Costruttori
| Pos | Costruttore         | Punti   |
| --- | ------------------- | ------- |
| 1   | Brabham-Repco       | 40 (43) |
| 2   | Ferrari             | 31 (32) |
| 3   | BRM                 | 22      |
| 4   | Cooper-Maserati     | 20      |
| 5   | Lotus-Climax        | 7       |
| 6   | Lotus-BRM           | 4       |
| 7   | Eagle-Climax        | 2       |
| 8   | Brabham-BRM         | 1       |
|     | Brabham-Climax      | 1       |
|     | McLaren-Serenissima | 1       |